# Le Hochet
Le Hochet är en ort i Mauritius.   Den ligger i distriktet Pamplemousses, i den västra delen av landet, 4 km nordost om huvudstaden Port Louis. Le Hochet ligger 30 meter över havet och antalet invånare är 15 197. Den ligger på ön Mauritius.
Terrängen runt Le Hochet är platt åt nordväst, men åt sydost är den kuperad. Havet är nära Le Hochet åt nordväst. Runt Le Hochet är det tätbefolkat, med 709 invånare per kvadratkilometer. Närmaste större samhälle är Port Louis, 3,8 km sydväst om Le Hochet. Omgivningarna runt Le Hochet är en mosaik av jordbruksmark och naturlig växtlighet.